# Hypostomus dardanelos
Hypostomus dardanelos é uma espécie de bagre da família dos cascudos. Afirma-se que sua localidade-tipo é o rio Praia Grande, afluente do Aripuanã, no estado brasileiro de Mato Grosso.
É um peixe de água doce nativo da América do Sul.
Hypostomus dardanelos foi descrito em 2014 por Cláudio H. Zawadzki (da Universidade Estadual de Maringá) e por Pedro Hollanda Carvalho (da Universidade Federal do Rio de Janeiro), com base em sua morfologia e coloração distintas. A espécie atinge 18,4 cm de comprimento padrão e acredita-se que seja um respirador de ar facultativo. Pode ser distinguido de muitos de seus congêneres por seu padrão de cores distinto, sendo principalmente laranja ou amarelo com numerosas pequenas manchas escuras.